# ロックラン・オズボーン
ロックラン・オズボーン（Lachlan Osborne、1999年9月1日 - ）は、オーストラリア出身のラグビーユニオン選手。ジャパンラグビーリーグワンの豊田自動織機シャトルズ愛知に所属している。

## 略歴
13歳からラグビーを始めた。
キャンベラ・グラマー・スクール、キャンベラ大学、ユニ＝ノース・アウルズを経る。
2020年、マツダブルーズーマーズ(現・マツダスカイアクティブズ広島)に加入。
2021年2月13日に行われたジャパンラグビートップチャレンジリーグ第1節のコカ・コーラレッドスパークス戦にて先発出場で日本での公式戦初出場を果たす。
2024年、東京サントリーサンゴリアスに加入。2025年6月、公式戦出場機会がないまま退団。
2025年8月、豊田自動織機シャトルズ愛知に加入。